# Deutschland (1905)
Pour les articles homonymes, voir Deutschland.
Le Deutschland, connu sous le nom de Bjørn entre 1905 et 1909, et Osterreich entre 1914 et 1917, était un navire norvégien de chasse à la baleine et de chasse au phoque, construit en 1905. Il est surtout connue pour son rôle de navire d'expédition dans la deuxième expédition antarctique allemande de 1911–13. Au cours de cette expédition, il a été emmené plus au sud dans la mer de Weddell que tout autre navire précédent dans ces eaux, mais il est resté piégé, survivant à une longue dérive de huit mois dans de la glace épaisse avant d'être libéré. Après l'expédition, elle fut vendue à l'Autriche comme base d'une autre expédition prévue dans l'Antarctique, mais celle-ci fut annulée avec le début de la Première Guerre mondiale en août 1914. Le navire a servi dans la marine austro-hongroise en tant que dragueur de mines jusqu'en 1917, date à laquelle il a été coulé dans une attaque à la torpille.

## Origine
Le Deutschland a commencé sa carrière en tant que baleinier et phoquier norvégien à nez de bouteille, construit au chantier naval de Risør en 1905 pour Christen Christensen . Il a été baptisé Bjørn, et a été employée dans l'Arctique, sous son capitaine, Bjørn Jorgensen, où il a acquis une bonne réputation en tant que marin fiable dans les eaux glacées. 

## Construction
Le Bjørn a été construit comme une barque à trois mâts, jauge brute de 598, avec des mesures de 48,5 mètres (158 pieds) de longueur hors tout, 9,02 m (29,68 ft) faisceau, et une pleine charge projet de 5,49 m (18 ft) à la tige et 6,56 m (21 ft) à la poupe . La coque tout en bois a été construite avec une résistance exceptionnelle, avec un bordé extérieur en chêne de 15 cm (6 in) chêne gainé de 8 cm (3¼in) greenheart . La coque intérieure, probablement en sapin, a donné 15 autres cm d'épaisseur. Les côtes de chêne étaient de 24 cm (9½ po) à la ligne de flottaison, s'étendant jusqu'à 39 cm (15¼in) à la quille. Le pont en chêne a été soutenu sur 25 cm (10 in) poutres. 
Le mât principal mesurait 24 m (78 pi), avec un 21 m (69 ft) avant-mât . Peu d'informations sont disponibles sur son plan de gréage; Rorke Bryan dans son histoire des navires polaires déclare qu'"il portait des perroquets mais pas de cacatois et, de manière assez surprenante, pour un nouveau navire, avait des hunis non divisés".  Sous toutes voiles, il était censément capable de vitesses de 9 à 10 nœuds par beau temps. Elle était équipée d'un moteur auxiliaire au charbon qui donnait 210 chevaux et a ensuite été modifié pour fournir une plus grande puissance. 

## Carrière polaire

### Shackleton
En 1907, Ernest Shackleton organisait son expédition britannique en Antarctique et cherchait un navire approprié pour l'emmener vers le sud. Il apprit de Christiansen que Bjørn était à vendre et se rendit à Sandefjord pour l'inspecter. Malheureusement, le prix de Christiansen - 11 000 £, soit environ 1 150 000 £ pour 2018  - était au-delà des moyens de Shackleton; il a finalement acquis la plus ancienne, plus petite Nimrod pour moitié environ du prix de Bjørn.  Bjørn a continué avec succès ses fonctions de phoquier dans l'Arctique, sous Jorgensen. 

### Deuxième expédition antarctique allemande, 1911–13

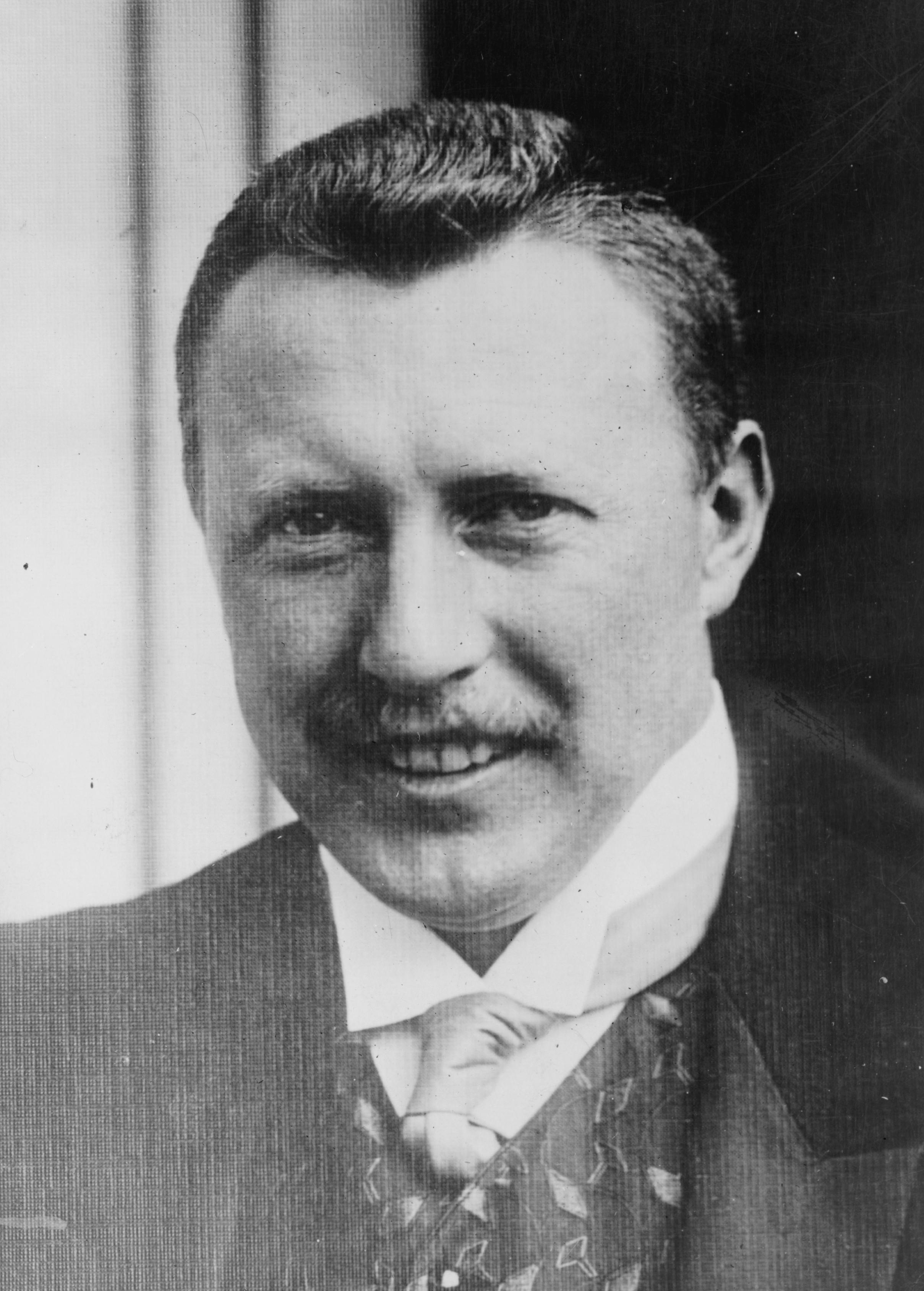
Wilhelm Filchner

En 1909, Wilhelm Filchner a commencé ses préparatifs pour la deuxième expédition antarctique allemande, vers la mer de Weddell. Il souhaitait y atterrir et examiner la nature de la connexion entre les secteurs oriental et occidental du continent antarctique encore largement inexploré.  Bjørn était de nouveau disponible, au prix augmenté de 12 700 £ (environ 1 300 000 £ aujourd'hui).  Filchner, avec de plus grandes ressources financières que Shackleton, a considéré ceci un prix juste et l'a achetée, en le renommant Deutschland .  Il a ensuite été emmenée au chantier naval Framnæs Mekaniske Værksted à Sandefjord pour une modification importante; plus tard, dans le chantier naval Blohm et Voss à Hambourg, sa capacité moteur a été portée à 300 hp. Cela pourrait fournir une vitesse d'environ 7 nœuds par temps convenable, brûlant environ 6 tonnes de charbon par jour - 3 à demi-vitesse. 
Sous la direction librement fournie par Shackleton, un renforcement supplémentaire de la coque a eu lieu, avec 20 autres cm (8 in) entretoises diagonales, et protection à la tige par placage de fer. Un puits a été construit à travers lequel les hélices - l'acier au nickel, créé par l'usine Krupp à Essen - pouvaient être transportées en sécurité lorsqu'elles n'étaient pas utilisées. L'intérieur du navire a été considérablement repensé pour répondre aux exigences d'un voyage en Antarctique; seize cabines pour les officiers et le personnel scientifique, un fo'c'sle étendu pour accueillir l'équipage et un laboratoire spécialement conçu sur le pont principal. D'autres caractéristiques - cuisine, salle principale, charthouse et pont, ont également été améliorées. Un générateur a été installé pour fournir de la lumière électrique dans tout le navire. 
Deutschland a navigué de Bremerhaven en mai 1911, sous les ordres du capitaine Richard Vahsel, lors de la première étape de son voyage, qui l'a emmenée à Buenos Aires. Au cours de cette étape, une étude océanographique approfondie de l'Atlantique a été réalisée. Filchner a rejoint l'expédition à Buenos Aires; le Deutschland s'est ensuite rendu en Géorgie du Sud et, en attendant que les conditions de glace dans l'océan sud s'améliorent, a effectué un bref voyage expérimental vers les îles Sandwich du Sud, bien qu'il ne puisse y atterrir en raison du mauvais temps.  Le 11 décembre 1911, les conditions de mer ont été jugées satisfaisantes pour voyager au sud et le Deutschland lourdement chargé est parti pour la mer de Weddell.   Au cours du voyage de sept semaines qui a suivi, souvent retenu par la glace épaisse, elle a voyagé plus au sud que n'importe quel navire précédent dans cette mer, dépassant la marque la plus méridionale de 90 ans de James Weddell de  74°15'S le 29 janvier 1912.  Le 31 janvier, à 77° 48'S après avoir navigué à travers les eaux libres, elle a atteint les limites sud de la mer de Weddell à une vaste barrière de glace, plus tard nommée d'après Filchner .  
Ici, dans une petite crique baptisée Vahsel Bay, Filchner a tenté d'établir une base côtière, mais n'a pas pu le faire - le camp a été installé sur un berger qui s'est détaché lors d'une vague de marée.   D'autres tentatives ont également échoué et il est maintenant tard dans la saison, le 4 mars 1912, le Deutschland a été tourné vers le nord, pour retourner en Géorgie du Sud et attendre une autre opportunité l'été suivant.  Cependant, ils l'avaient laissé trop tard; presque aussitôt, le navire a été assiégé par de la glace solide et toutes les tentatives, y compris l'utilisation de dynamite, n'ont pas réussi à le libérer.  Il a commencé une lente dérive à travers la mer de Weddell qui s'est étendue sur huit mois, avant de se libérer de la glace le 26 novembre 1912.  Il a finalement atteint la Géorgie du Sud le 19 décembre, mais à cette époque, l'expédition était presque un désarroi complet.  Vahsel était mort pendant la dérive,  les dissensions internes et les désaccords parmi les officiers, le personnel et l'équipage avaient dégénéré vers la violence pure et simple et le moral était au plus bas. Dans ces circonstances, l'expédition ne put continuer et le personnel se dispersa. 
Sous la direction d'un capitaine de remplacement, Alfred Kling, le Deutschland a navigué à Buenos Aires, où il a été prêté temporairement au gouvernement argentin pour soulager la station météorologique du gourvernement de l'île Laurie. Après avoir effectué d'autres travaux océanographiques dans l'Atlantique Sud, elle est retournée en Allemagne à la fin de 1913. 

### Felix König et projet d'expédition antarctique autrichienne, 1914
Filchner avait perdu son enthousiasme pour l'exploration antarctique,  mais l'Autrichien Felix König, un biologiste et alpiniste qui avait accompagné Filchner sur l'expédition allemande, était impatient de faire une nouvelle tentative sur un atterrissage en mer de Weddell et de reprendre les plans avortés de Filchner. Avec l'aide de riches bailleurs de fonds en Autriche, il a acheté le Deutschland et a changé son nom une fois de plus, cette fois en Osterreich .  Lorsqu'il a annoncé ses plans au début de 1914, il a constaté qu'ils se heurtaient à ceux de l'Expédition Trans-Antarctique Impériale de Shackleton, à cette époque bien avancée.  Shackleton a revendiqué la priorité parce qu'il avait déclaré ses intentions initiales dès 1909; König a affirmé qu'en tant que co-découvreur de l'emplacement de Vahsel Bay et en tant que successeur approuvé de Filchner, il avait le droit préalable de travailler dans ce domaine.  Chacun a refusé de s'en remettre à l'autre; les tentatives de Filchner et d’autres de servir de médiateur ou de parvenir à une certaine coopération entre les deux expéditions ont échoué.  Il est apparu que deux expéditions concurrentes, avec des objectifs similaires, seraient au même endroit au même moment.  

## Première Guerre mondiale
Au début d'août 1914, l'Osterreich gisait dans le port de Trieste, en attente d'instructions. La situation en Europe sombrait rapidement dans la guerre; König a reçu des ordres pour annuler son expédition  (Shackleton, d'autre part, a reçu des instructions de l' Amirauté britannique pour continuer).  Quand la guerre a été déclarée, l'Osterreich a été réquisitionné par la marine austro-hongroise et commissionné comme dragueur de mines . Elle a servi à ce titre jusqu'en 1917, date à laquelle elle a été coulée par une torpille dans la mer Adriatique .  Pendant ce temps, le navire Endurance de Shackleton est entré dans la mer de Weddell en janvier 1911 mais n'a pas réussi à atteindre la baie de Vahsel, a été pris dans la glace et a dérivé jusqu'en octobre 1915 avant d'être écrasé et coulé. Son équipage s'est échappé à Elephant Island par traîneau et bateau,  et a finalement été sauvé en août 1916. 

## Voir également
- Âge héroïque de l'exploration antarctique
- Liste des navires d'exploration antarctique de l'ère héroïque, 1897-1922